# Большой Самовец (Липецкая область)
Большо́й Самове́ц — село Грязинского района Липецкой области. Центр Большесамовецкого сельсовета.

## География
Расположен в нескольких километрах к северу от города Грязи, на реке Самовчик при впадении в неё реки Большой Самовец, от которой и получил своё название. Этимология гидронима неясна. В верховьях этой речки, но на территории соседней Тамбовской области, есть село Малый Самовец, отсюда поясняющее слово Большой.

## История
Возникло в конце XVII веке, по документам известно с 1719 года.
По сведениям 1862 года в казённом и владельческом селе Большой Самовец II стана Липецкого уезда Тамбовской губернии проживало 1362 жителя (696 мужчин, 666 женщин) в 182 дворах; имелась православная церковь и мельница.
В 1871 году на средства прихожан в селе была построена новая деревянная церковь Николая Чудотворца, которая была разрушена в советское время.
По данным начала 1883 года в селе Грязинской волости Липецкого уезда проживало 1718 бывших государственных крестьян (874 мужчины и 844 женщины) в 251 домохозяйстве, которым принадлежало 3156,6 десятин удобной и 227,3 десятины неудобной надельной земли. В селе было 474 лошади, 363 головы КРС, 2620 овец и 213 свиней. Имелось 7 промышленных, 1 питейное и 2 торговых заведения. Было 32 грамотных и 9 учащихся.
По сведениям 1888 года к селу также относилось два крупных имения с экономической запашкой — имение дворян С. Н., М. Н. и Е. П. Коптевых (365,5 десятин земли, большей частью пахотной), и имение дворянина И. Н. Кузьмина (203,3 десятины, большей частью пахотной), а также два в полном составе сдающихся в аренду имения — дворянина Н. А. Кузьмина (150 десятин, большей частью пахотной) и мещанина К. К. Веллинга (147,35 десятин, большей частью пахотной).
По данным переписи 1897 года в селе проживал 2151 житель (1084 мужчины и 1067 женщин), все были православными.
В 1911 году в селе было 385 дворов великороссов-земледельцев, проживало 2742 человека (1345 мужчин и 1397 женщин). Было две школы (церковно-приходская и земская) и известковый завод купца Мелентьева. В штате церкви состояли священник, дьякон и псаломщик; ей принадлежало 57 десятин 400 саженей полевой земли в одном месте.
В 1914 году — 3066 жителей (1507 мужчин, 1559 женщин), земская и церковно-приходская школа и кредитное товарищество.
По переписи 1926 года в селе Большой Самовец было 553 двора русских и 2979 жителей (1375 мужчин, 1604 женщины).
До войны в селе насчитывалось 680 дворов, имелось почтовое отделение; село было центром сельсовета.
В настоящее время на территории села действует приход Свято-Троицкого храма, основанный в 2006 году; храм в приспособленном доме освящён в феврале 2012 года.

## Население
| 2009 | 2010  | 2013  |
| ---- | ----- | ----- |
| 2537 | ↗2539 | ↗2720 |

В 2002 году население села составляло 2415 жителей, русские (95 %).
В 2010 году — 2539 жителей (1176 мужчин, 1363 женщины).

## Инфраструктура и улицы
В селе действуют детский сад «Радуга», средняя школа, фельдшерско-акушерский пункт, почтовое отделение и магазины, а также культурно-досуговый центр, включающий сельский дом культуры и библиотеку. В селе 22 улицы, многие из которых — новой застройки. Работает несколько сельхозобъектов АПО «Дружба».